# Iodate de sodium
L’iodate de sodium est un composé chimique de formule NaIO3. C'est un sel de l'acide iodique HIO3. C'est un agent oxydant et donc un comburant responsable d'incendies lorsqu'il est en contact avec des matériaux combustibles ou des agents réducteurs.

## Préparation
L'iodate de sodium peut être obtenu en faisant réagir de l'acide iodique avec une base contenant du sodium :
HIO3 + NaOH → NaIO3 + H2O.
On l'obtient également en ajoutant du diiode I2 à une solution chaude et concentrées d'hydroxyde de sodium NaOH ou d'un carbonate de sodium Na2CO3 :
3 I2 + 6 NaOH → NaIO3 + 5 NaI + 3 H2O.

## Réactions
L'iodate de sodium peut être oxydé en periodate de sodium NaIO4 par des solutions aqueuses d'hypochlorite ClO− ou d'autres agents oxydants énergiques :
NaIO3 + NaOCl → NaIO4 + NaCl.